# Meng Xuenong
Meng Xuenong ( chino simplificado: 孟学农, chino tradicional: 孟學農; pinyin: Mèng Xuénóng, 1949) es un político de la República Popular de China. Fue gobernador de la Provincia de Shanxi, anteriormente alcalde de Beijing, hasta que fue despedido por falta de control y ocultar el SRAS epidemia. También fue miembro del 16o Comité Central del PCCh y diputado en el 2003-08 Asamblea Popular Nacional.

## Biografía
Meng Xuenong nació en el condado de Penglai, Shandong, el 8 de agosto de 1949. Meng estudió ingeniería en la Universidad Normal de Pekín (1969-72) durante las últimas etapas de la Revolución Cultural antes de ser asignado a la Planta N º 2 de Beijing de Vehículos de Motor. Se unió al Partido Comunista de China (PCCh) en julio de 1972, pasando a las filas municipales de la Liga Juvenil Comunista de Pekín (LJC) y de la industria del automóvil. En 1986 fue trasladado a altos cargos de la industria hotelera, sirviendo brevemente como director general del Grupo Hotel Pekín. A continuación, pasó cuatro años (1991-1995) en la Universidad de Ciencia y Tecnología de China, junto con Qiang Wei (强卫), quien ha sido un compañero constante. Después de graduarse con un MBA, se convirtió en un vicealcalde de Pekín en 1993.
En enero de 2003 fue nombrado jefe diputado del Partido del Comité de Pekín del PCCh y alcalde de la Municipalidad de Pekín. La crisis del SARS golpeó Pekín en algún momento de marzo, y se dice que Meng movilizó los pacientes entre los hospitales en un fallido encubrimiento agravado el brote. El Comité Permanente del Buró Político decidió retirar de sus cargos el 16 de abril como parte de un doble error junto con el ministro de Salud Zhang Wenkang. La pareja fue considerada responsable tanto de la falta de salud pública y el daño a la confianza en el Partido. Su despido fue descrito por un periodista como "el mayor terremoto político desde la época de Tiananmen en 1989." El duro tratamiento fue cuestionado en privado por otros cuadros en Pekín, pero se aseguró que Meng sería recompensado por su actitud cooperativa. Cinco meses después, fue nombrado en silencio subdirector del Proyecto de Agua Sur-Norte de transferencia, dependiente del Consejo de Estado. 
Meng fue nombrado vicesecretario del Comité del PCCh de Shanxi el 30 de agosto de 2007 como parte de una reestructuración del partido en general, y gobernador electo Vicepresidente y gobernador de la Asamblea Popular de la Provincia de Shanxi desde el 3 de septiembre. Su fortuna, sin embargo, duró poco duración cuando renunció el 14 de septiembre de 2008, después del deslizamiento de tierra en Xiangfen ]].
Meng es un miembro de la facción tuanpai de la ex Liga Juvenil Comunista y funcionarios tiene estrechos vínculos personales con el presidente Hu Jintao. Como él mismo dijo: "Mi carrera en el CCYL sentó las bases para mi carrera política después. "  En una conferencia de prensa en enero de 2003, se presenta como un viejo amigo de Hu, diciendo que "el Camarada Jintao fue un líder importante en la Liga Juvenil Comunista de 20 años y algunos de nosotros trabajamos bajo su dirección... Lo que más recuerdo profundamente es su imparcialidad, integridad personal y el altruismo. Esas cualidades hacen su carisma único. " Sin embargo, esto ha sido posteriormente discutido. Hu supuestamente despidió a su protegido con el fin de eliminar Zhang, vinculados a rival Jiang Zemin. Algunos informes sostienen que el alcalde fue "sacrificado" para proteger a Liu Qi.  Incluso se ha afirmado que está más cerca de Meng Liu (y por lo tanto Jiang) de Hu. Sin embargo, la mayoría de los comentaristas vio regresar Meng al poder como un signo del dominio de la facción tuanpai.
El Diario del Pueblo ha presentado Meng como reformista. Él afirma que su experiencia CYL le ayuda a mantenerse en contacto con los jóvenes y mantener su mente abierta. Él vivía en Pekín's Siheyuan (tradicional  vivienda de la clase obrera), y (a partir de 2003 se mantuvo en contacto con sus antiguos vecinos, reclamando una comprensión especial de la gente. En su elección en Taiyuan, le dijo a los delegados, "Haré mi mejor esfuerzo para familiarizarse con Shanxi y llegar a ser como un nativo... [ser gobernador] es un gran honor, pero también viene con una gran responsabilidad."